# Бычков, Александр Борисович
Александр Борисович Бычков (родился 15 мая 1961 года в Алма-Ате) — советский и российский регбист, игравший на позиции полузащитника схватки (девятый номер), вице-президент Союза регбистов Самарской области.

## Биография
Уроженец Алма-Аты, окончил Алма-Атинский техникум железнодорожного транспорта и Казахский государственный институт физической культуры. В возрасте 16 лет занялся регби, выступал большую часть своей карьеры за клуб СКА из Алма-Аты. Проводил матчи в составе сборной СССР и России; в 1991 году участвовал в составе сборной СССР в турне по Новой Зеландии. Из новозеландских регбистов, против которых ему пришлось играть, выделял Грэма Бэчопа из команды провинции Кентербери; матч против этой же команды называл самым памятным.
28 марта 1990 года в матче против команды Сиднея Бычков в одном из игровых моментов нанёс травму челюсти игравшему за сиднейцев Нику Фарру-Джонсу, капитану сборной Австралии. 36-летний болельщик сиднейцев Крэйг Моран (англ. Craig Moran) из Лугарно был возмущён тем, что Бычкову не сделал внушения судья, и написал жалобу президенту СССР Михаилу Горбачёву. В ответном письме от имени главы Федерации регби СССР Владимира Ильюшина были принесены извинения, а также поступили сообщения о том, что со своего поста был уволен тренер сборной Виктор Масюра, а Александр Бычков и Игорь Хохлов были исключены из состава сборной.
После распада СССР некоторое время играл за «Красный Яр» и за сборную России. В 1992 году в составе сборной России по регбилиг как сборной Лиги Евро-Азия провёл два матча против команды ЮАР (13 и 18 ноября), в обоих случаях россияне одержали победу. В том же году играл за сборную по регби-7, которая сенсационно проиграла Латвии и не попала на первый в истории Кубок мира по регби-7.
Карьеру завершал в Самарской области, после окончания карьеры занимался как энтузиаст развитием регби в области. Стараниями Бычкова была создана ГУДО СДЮСШОР для подготовки кадров для сборной России по регби-7, а также начала финансироваться команда «Русичи».
Дочь — Кристина (р. 1984). Дочь Александра (1994 г р ) А так же есть сын. Согласно анкете, составленной перед игрой против команды «Таранаки», Бычков выделял волейбол и теннис как любимые виды спорта; любимые актёры и певцы — Владимир Высоцкий и Патрисия Каас, любимый артист юмористического жанра — клоун Олег Попов, любимый писатель — Антон Чехов.